# Carlos Mendoza Aupetit
Carlos Mendoza Aupetit es un director de cine e investigador mexicano, así como fundador en 1989 y actual director del Canal 6 de julio. Es egresado y profesor de la materia de cine documental en el Centro Universitario de Estudios Cinematográficos de la Universidad Nacional Autónoma de México.
En 1980, 1983 y 1985 fue nominado al Premio Ariel a Mejor documental, mientras que lo ganó en el año 1982, por el documental El Chahuistle.
En 1990 ganó el primer lugar en la I Bienal Nacional de Video por su documental Modernidad bárbara y en 1993 ganó el premio a Mejor guion por su documental Contracorriente obtuvo el premio al mejor guion en la II Bienal Nacional de Video. En 1999 publicó su libro El ojo con memoria, apuntes para un método de cine documental editado por la UNAM, además de ganar el Premio José Rovirosa por su documental Petatera.
En 2000 su documental Operación Galeana fue premiado por el certamen Pantalla de Cristal de la revista Telemundo con 3 premios, los de mejor documental, mejor guion para documental y mejor animación para documental. En 2002 obtiene el premio Volcán del Festival Pantalla de Cristal, a la trayectoria documentalista.
En 2003 logra el segundo premio Coral con su documental Tlatelolco, las claves de la masacre durante el Festival Internacional del Nuevo Cine Latinoamericano de La Habana, Cuba. En 2005 fue profesor de la materia Industrias Culturales y TLC en el mundo Cultural Televisivo en la Universidad Centroamericana, en Managua, Nicaragua.
En 2006 obtuvo el 1.er lugar en el 3.er Festival de Cine Etnográfico y de Documentación Religiosa de San Gimignano, Italia con su documental La petatera y ese mismo año los premios Pantalla de Cristal al mejor guion y mejor documental con Halcones, terrorismo de Estado.

## Filmografía
- 1978: Amnistía
- 1979: Chapopote / Historia de petróleo, derroche y mugre
- 1980: El chahuistle
- 1981: Laura lógica y/o los avatares del destino / Otros swingues tropicales
- 1982: Charrotitlán
- 1986: Jijos de la crisis
- 1987: Unam: La fuerza de la razón
- 1988: Tiempo de la esperanza
- 1988: Crónica de un fraude
- 1989: ¡Que renuncie!
- 1989: Canal 6 de Julio
- 1989: Canal 6 de Julio II
- 1989: Modernidad bárbara
- 1991: San Luis: Lección de dignidad
- 1991: Contracorriente
- 1994: Videopinión: Los periodistas y el video
- 1994: La guerra de Chiapas
- 1994: 21 de agosto: Elección bajo sospecha
- 1994: Chiapas: La otra guerra
- 1994: Convención de Aguascalientes
- 1996: EPR: Retorno a las armas
- 1998: Acteal: Estrategia de muerte
- 1998: Batallón olimpia / documento abierto
- 1999: La petatera
- 1999: Habla el ERPI
- 1999: Tragicomedia neoliberal
- 2000: Operación Galeana
- 2003: Tlatelolco: las claves de la masacre
- 2005: Teletiranía: La dictadura de la televisión en México
- 2006: Halcones: terrorismo de Estado
- 2007: Romper el cerco
- 2008: 1968: La conexión americana
- 2012: Casi siempre en domingo

### Premios Ariel
| Año  | Categoría                             | Película           | Resultado |
| ---- | ------------------------------------- | ------------------ | --------- |
| 1981 | Ariel a Mejor Cortometraje Documental | Chapopote          | Nominado  |
| 1982 | Ariel a Mejor Cortometraje Documental | Chahuistle         | Ganador   |
| 1986 | Ariel a Mejor Cortometraje Documental | Jijos de la crisis | Nominado  |